# 青草镇
青草镇，是中华人民共和国安徽省安庆市桐城市下辖的一个乡镇级行政单位。旧称“青草塥”。

## 行政区划
青草镇下辖以下地区：
同兴社区、吉庆社区、新民村、夏星村、乔庄村、三畈村、中楼村、里仁村、复兴村、高山村、徐漕村、朝阳村、梅城村、陶冲村、永庭村、陶驿村、松陶村、尧天村、永庆村、江岭村、沙铺村和铜锣村。